# Sacchiphantes
Sacchiphantes är ett släkte av insekter som beskrevs av Curtis 1844. Sacchiphantes ingår i familjen barrlöss.
Släktet innehåller bara arten Sacchiphantes abietis.

## Bildgalleri

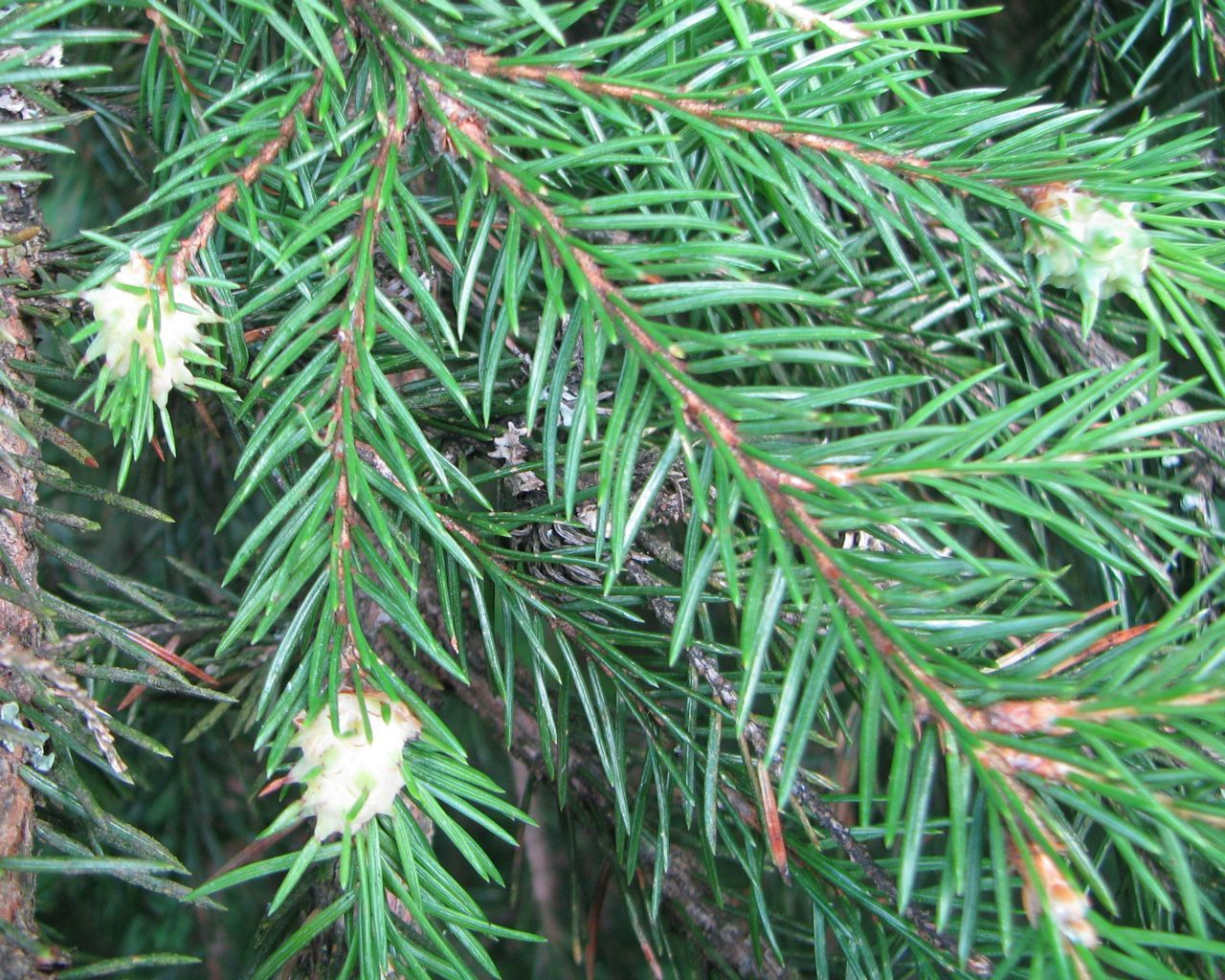
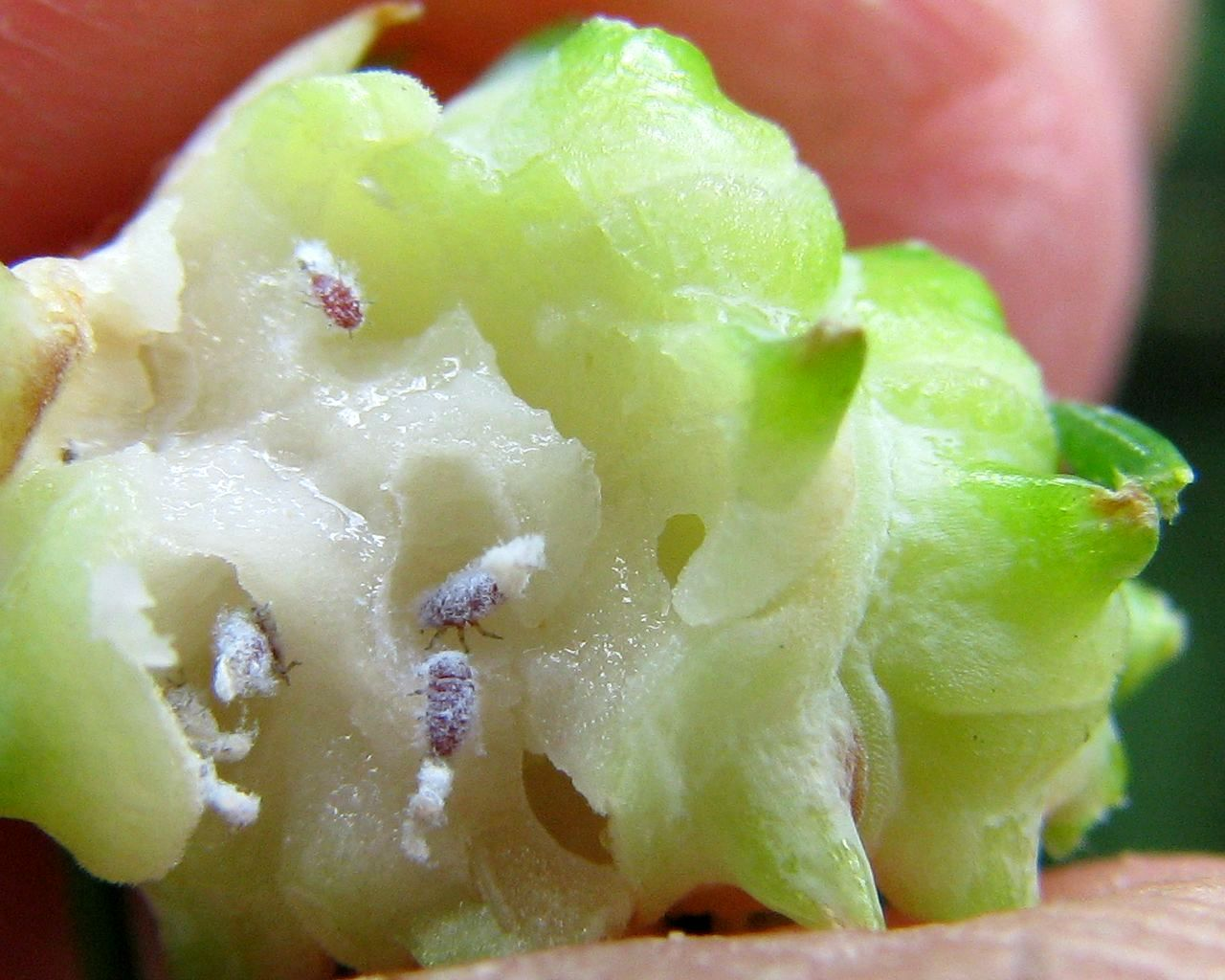
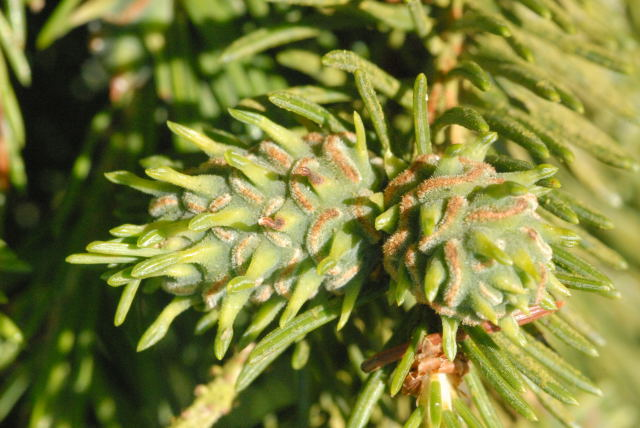
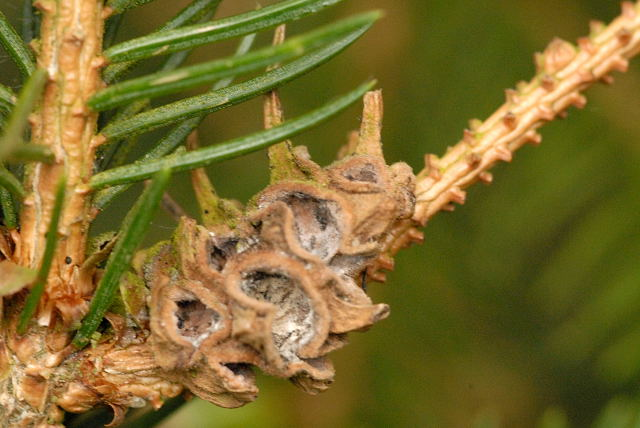
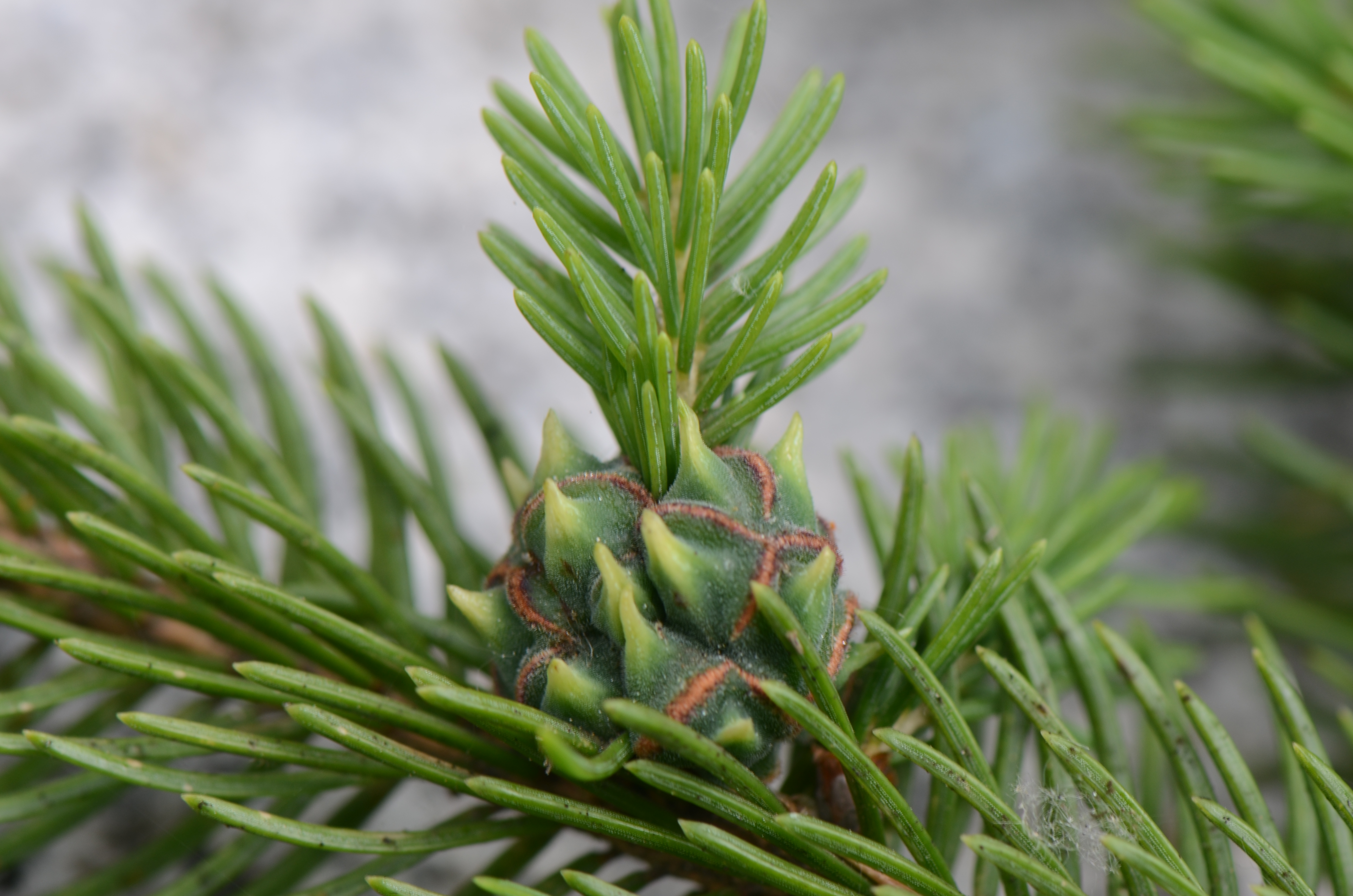
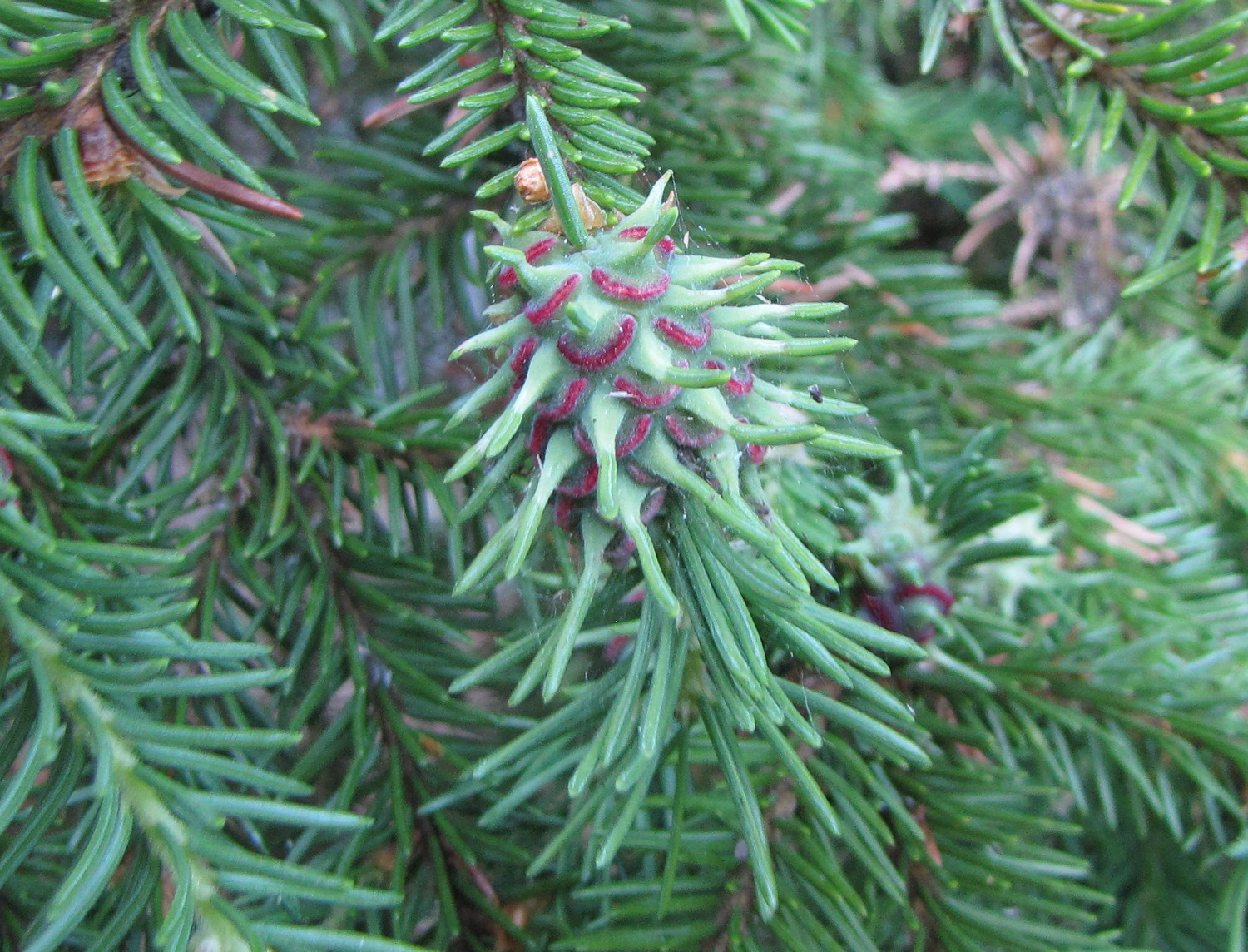